# 기숙 칼리지
기숙 칼리지(residential college)는 학생과 교수진이 함께 기숙사에 거주하고 식사를 공유하는 공동체 환경에서 학업 활동을 하는 대학의 한 부서로, 이 칼리지는 일정 수준의 자율성을 가지고 있으며 대학 전체와 연합 관계를 맺고 있다.

## 같이 보기
- 전문대학
- 단기대학
- 칼리지
- 영국의 대학 안의 칼리지